# 鹿島ガタリンピック
鹿島ガタリンピック（かしまガタリンピック）は、佐賀県鹿島市で毎年初夏に行われるイベントである。単にガタリンピックと呼ばれることもある。道の駅鹿島に隣接する有明海の干潟で、干潟を利用したさまざまな競技が行われる。

## 概要
鹿島市の町おこしの一環として、1985年（昭和60年）から毎年開催されている。ガタリンピックの名前は、干潟の「ガタ」とオリンピックの「リンピック」を合わせたものである。オリンピックのようにさまざまな競技が行われる。その内容はムツゴロウ漁で用いられる「ガタスキー｣（身長程度の長さの木の板）で干潟の上を滑る競技や、干潟の上に細長い板を何メートルかを縦に並べ、その板の上を自転車で渡ってゴール地点まで自転車を走らせる競技などさまざまである。自転車の競技では、ゴールにたどり着く者はほとんどいない。自転車競技では、ゴールに着くまでにその大半が板から自転車が落ちてしまい、自転車に乗っている人も干潟に落ちてしまう。なお、自転車にはブレーキが付いていないため、ゴールにたどり着いても結局は泥に落ちることとなる。例年、県内外から約1,500人が競技に出場し、観客約3万人が来場している。
参加資格はないため事前に申し込めば誰でも参加可能であるが、近年は応募者多数のため抽選となることが多く、1人2種目までしか申し込めない。日本国外からの参加も多数ある。干潟で泥だらけになるというインパクトの強さから、テレビで放送されることも多い。当日は会場までのシャトルバスなどが運行されるほか、道の駅鹿島最寄の長崎本線肥前七浦駅に特急「かもめ」が臨時停車していた。
2011年（平成23年）の開催は平成23年台風第2号の接近により初めての中止となり、2020年（令和2年）の大会は新型コロナウイルスの感染拡大に伴い2011年以来9年ぶり2回目の中止なった。また2021年（令和3年）の大会も新型コロナウイルスの感染拡大に伴い中止することを4月15日に発表した。6月6日の日程で開催を目指していたが、全国各地で新型コロナウイルスの感染が拡大する状況を考慮した。中止は前年に続いて3回目で2年連続の中止は初。県外からの参加者が多く、競技中や着替え時のシャワー室などで密集が避けられないことを踏まえて中止を判断した。参加者の人数を制限する案も検討したが「感染対策が難しく、安全安心を確保できない」と説明した。さらに2022年（令和4年）の大会も新型コロナウイルスの感染状況が収まらない状況を考慮し中止することを3月16日に発表した。中止は3年連続。5月29日の日程で開催を目指していたが、干潟の上で相撲を取るなどイベントの性格上、密集が避けられず感染対策が難しいと判断した。規模を縮小して開催を目指す案も検討したが、年明け以降のまん延防止等重点措置で協賛金を募るなどの準備も困難だった。

## 主な競技
- 【教育長杯】小学生対抗オープニングレース-鹿島市内の小学生が紐のついた発泡舟にメンバー1人を乗せて、干潟の中を引っ張りながら25ｍ進む競技。(団体)
- ガターザン（ガタチャリ、人間ムツゴロウと同時進行で行います）-台船上のクレーンから下がっているロープを使い、干潟へダイブします。着潟距離とパフォーマンス点の総合得点で争う競技。(個人)
- ガタチャリ（子供・大人）-自転車に乗り、干潟上の幅60cmの道板を25m渡りきってもらうタイムレース。(個人)
- 人間ムツゴロウ（子供・大人）-ガタリンピック名物「潟スキー」に乗って25ｍ進むレース競技。(個人)
- ガタっ子わんぱくトレジャー（無料・当日受付のみ　※対象：子供３歳〜小学３年）-子供たち(低学年以下）が干潟の中の宝（カラーボール）を早い者勝ちで取る競技です。参加賞としてボールと賞品を交換します。(個人)
- 【佐賀銀行140周年記念杯】The Gatalympic-4名1チーム編成のリレー方式。タスキを繋いでゴールに向かう競技。第一走者：25mひたすら進む。第二走者：潟スキー。第三走者：当日まで秘密の障害物ゾーンを進む。第四走者：障害物を越えながらゴールの旗を目指す。
- HAKKEYOI（女潟相撲　※女性限定　中学生以上）-干潟上の発泡リングで10名の女性が押し相撲で争う競技。潟に落ちたり、リング上でひざやお尻、手をついたら負けです。最後に残った1名が勝ち上がるトーナメント制。予選を8試合行い各勝者での決勝戦で潟上の女王を決定。(個人)(2024年から、男子の部門であるDOSUKOIが開催される。)
- 【NTT西日本杯】25m自由ガタ（子供・女性・男性）（当日参加可）※対象　子供：小学生　大人：中学生以上-25mをひたすら進むタイムレース。子供・女性・男性の部とそれぞれで1位を目指します。(個人)